# Australian cattledog
Australian cattledog är en boskapshund från Australien som avlades fram under första halvan av 1800-talet då nybyggarna behövde en tuff vallhund som klarade hjordar av halvvild nötboskap.

## Historia
Australian cattledog anses ha sitt ursprung i två korsningar: Dels mellan blue merle-färgade släthåriga collier, SKK nämner specifikt den skotska släthåriga highland collien, och den australiska vildhunden dingo, dels mellan den naturligt stumpsvansade brittiska boskapsdrivaren Smithfield Dog och dingon. Senare skall både dalmatiner och bullterrier ha använts i avelsarbetet. Anlaget för prickig päls skall ha kommit från dalmatinern, som användes i aveln för att förbättra samarbetet med hästar. Den första rasstandarden publicerades 1903. Rasens ursprung är dock dåligt dokumenterat och därför finns mycket skilda uppfattningar om vilka raser som ska ha varit det riktiga ursprunget. 

## Egenskaper
Australian cattledog är en heeler som vallar genom att nafsa boskapen bakhasorna, en egenskap den skall ha fått från dingons jaktsätt. Den är skarp på ett sätt som passar bättre till nötboskap än till får. Australian cattledog är en stark och uthållig brukshund. 

## Utseende
Australian cattledog är en kraftig och kompakt hund som samtidigt är spänstig och rörlig. Musklerna är hårda på den lätt rektangulära kroppen. Huvudet är massivt med bred skalle och kraftiga käkar. Öronen är brett ansatta och upprätstående. Svansen är sabelformad och bärs aldrig över ryggen; den får inte vara längre än till hasen.

## Berömda australian cattledog
En av världens äldsta hundar var av rasen australian cattledog: Bluey föddes 7 juli 1910 och jobbade med boskap fram till sin död 14 november 1939 i den australiska delstaten Victoria.